# Max-Joseph-Denkmal

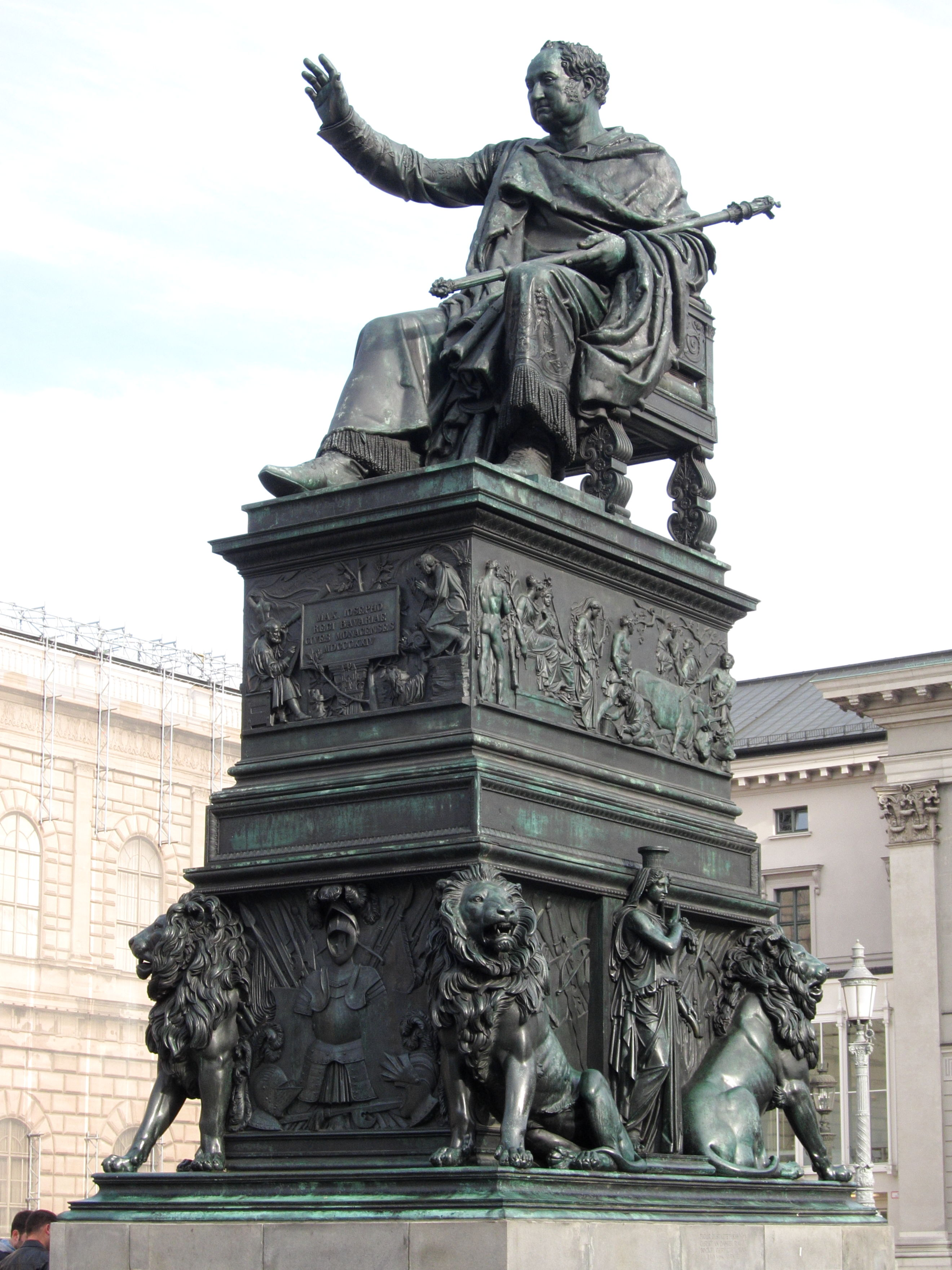
Max-Joseph-Denkmal

Das Max-Joseph-Denkmal ist eine Sitzplastik aus Erzguss auf dem Max-Joseph-Platz in München. Geschaffen 1826 bis 1835 vom Bildhauer Christian Daniel Rauch, stellt es den bayerischen König auf dem verzierten Thron dar. Das Monument gehört zu den bedeutendsten Werken der klassizistischen Bildhauerei.

## Geschichte und Beschreibung
Das Monument wurde 1824 unter König Max Joseph vom Münchner Magistrat beschlossen und 1826 bis 1835 unter König Ludwig I. vom Bildhauer Christian Daniel Rauch umgesetzt. Er arbeitete dabei eng mit dem Architekten Leo von Klenze und dem Erzgießer Johann Baptist Stiglmaier zusammen.
Die Statue stellt den ersten bayerischen König auf dem antikisierend verzierten Thron dar. Die Kunsthistoriker Friedrich und Karl Eggers beschrieben sie in ihrer Rauchbiographie mit folgenden Worten: „Mit der Schöpfung dieser Statue hat Rauch die schwierige Aufgabe eines Sitzbildes für einen verhältnißmäßig sehr kühn gewählten hohen Standort in mustergültiger Weise gelöst. Der König, mit dem Krönungsmantel angethan, sitzt auf einem Thronsessel mit leicht nach rechts gewendetem Haupte, die Rechte zum Segen erhebend, während die Linke, den Unterarm auf die Lehne stützend, das am Oberarm anliegende Scepter in der Mitte faßt. Der über der rechten Schulter zusammengeschlossene Mantel öffnet sich dem ausgestreckten rechten Arm, der mit reich bestickter Uniform bekleidet ist. Die linke Hand ist unverhüllt; denn der Arm schlägt den Hermelin vor der Brust zurück. [...] Als Vorlage für den Kopf diente eine von Stiglmaier ausgeführte sehr gelungene Büste. Dem vollen Gesichte ist der Ausdruck wohlwollenden Ernstes verliehen.“
Die Reliefs stellen das Wohl der Bürger unter dem Schutz der Verfassung dar. „Die Aufgabe war, die Verleihung der Verfassung darzustellen und den Segen, der aus einem geordneten Staatsleben für das materielle und geistige Wohl des Volkes, hier speziell Baierns, entspringt.“ Die oberen Reliefs zeigen auf der Vorderseite die Wissenschaft mit Wissenschaftlern (Joseph von Fraunhofer für die Sternkunde, Lorenz Oken für die Naturkunde) und Göttern (Nox für den Himmel, Tellus für die Erde), außerdem die Inschrifttafel „MAX. IOSEPHO / REGI BAVARIAE / CIVES MONACENSES / MDCCCXXIV“ (übersetzt: „Max Joseph / dem König von Bayern / die Münchner Bürger / 1824“) über dem Münchner Stadtwappen; auf der Südseite Rechtspflege und Ackerbau mit Göttern (Herkules für die Stärke, Themis für die Rechtspflege, Minerva für die Weisheit, Ceres für den Ackerbau) und Bauern (beim Säen, Pflügen, Pfropfen); auf der Rückseite die Verleihung der Verfassung von 1808 mit Volksvertretern (Bauer, Bürger, Ritter), nehmender Bavaria und gebendem Max Joseph über dem bayerischen Königswappen; und auf der Nordseite Religion und Kunst mit Geistlichen (Franz Ignaz von Streber für die Katholiken, Ludwig Friedrich von Schmidt für die Protestanten, dazwischen Engel für das Toleranzedikt von 1809) und Künstlern (Christian Daniel Rauch für die Bildhauerei, Peter von Cornelius für die Malerei, Leo von Klenze für die Architektur). Die unteren Reliefs zeigen an den Ecken Löwen, an den Seiten Trophäen, dazwischen auf der Südseite Felicitas publica (für das öffentliche Wohl) und auf der Nordseite Bavaria (für den bayerischen Staat).
Am 13. Oktober 1835, dem 5. Todestag Max Josephs, wurde das 720 cm oder 750 cm hohe Monument enthüllt. Es steht genau im Schnittpunkt der Mittelachsen von Residenz und Nationaltheater. Das Max-Joseph-Denkmal gehört zu den bedeutendsten Werken der klassizistischen Bildhauerei.

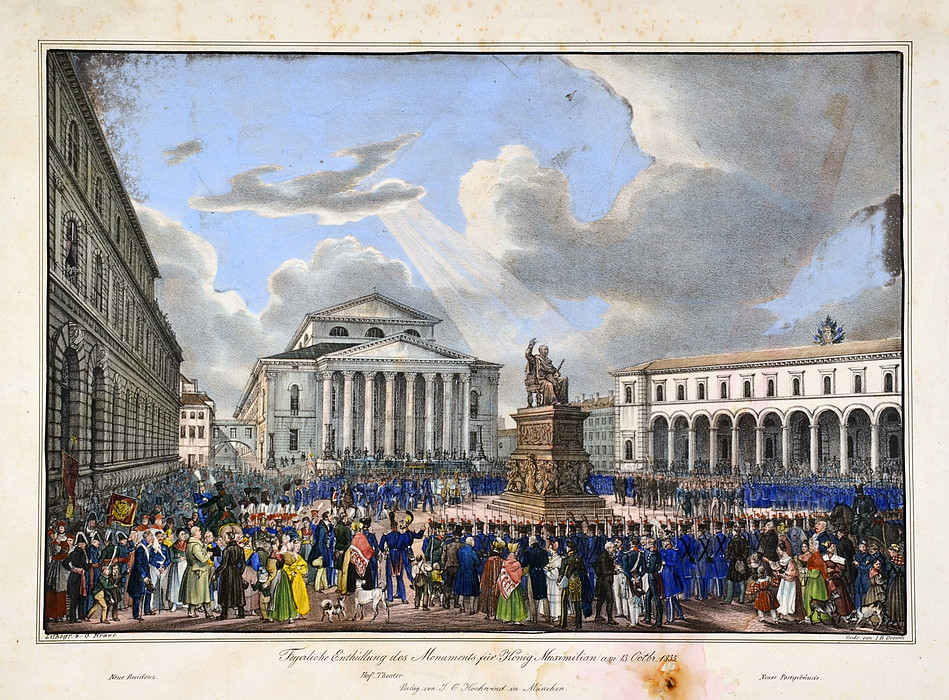
Enthüllung am 13. Oktober 1835
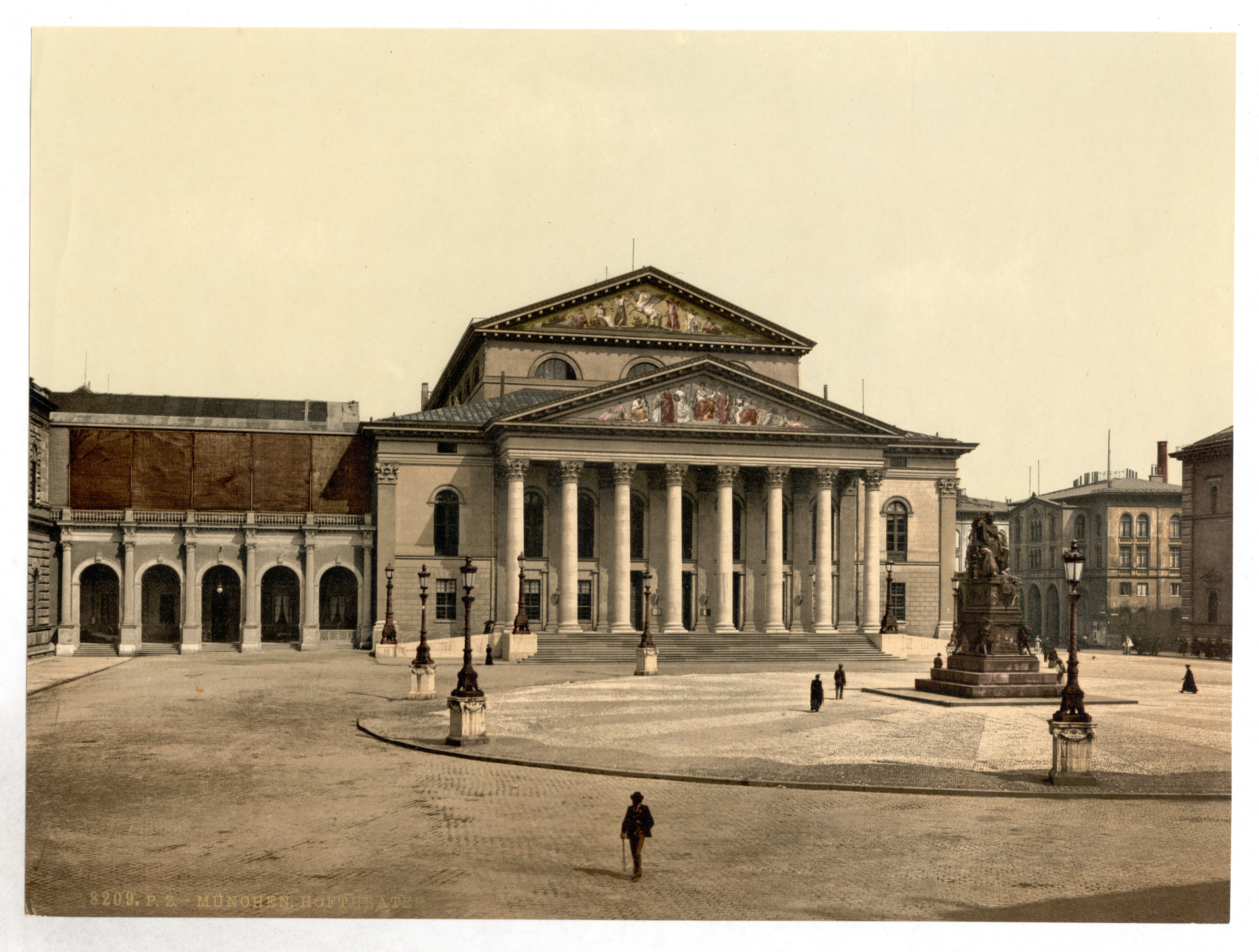
Max-Joseph-Denkmal 1900
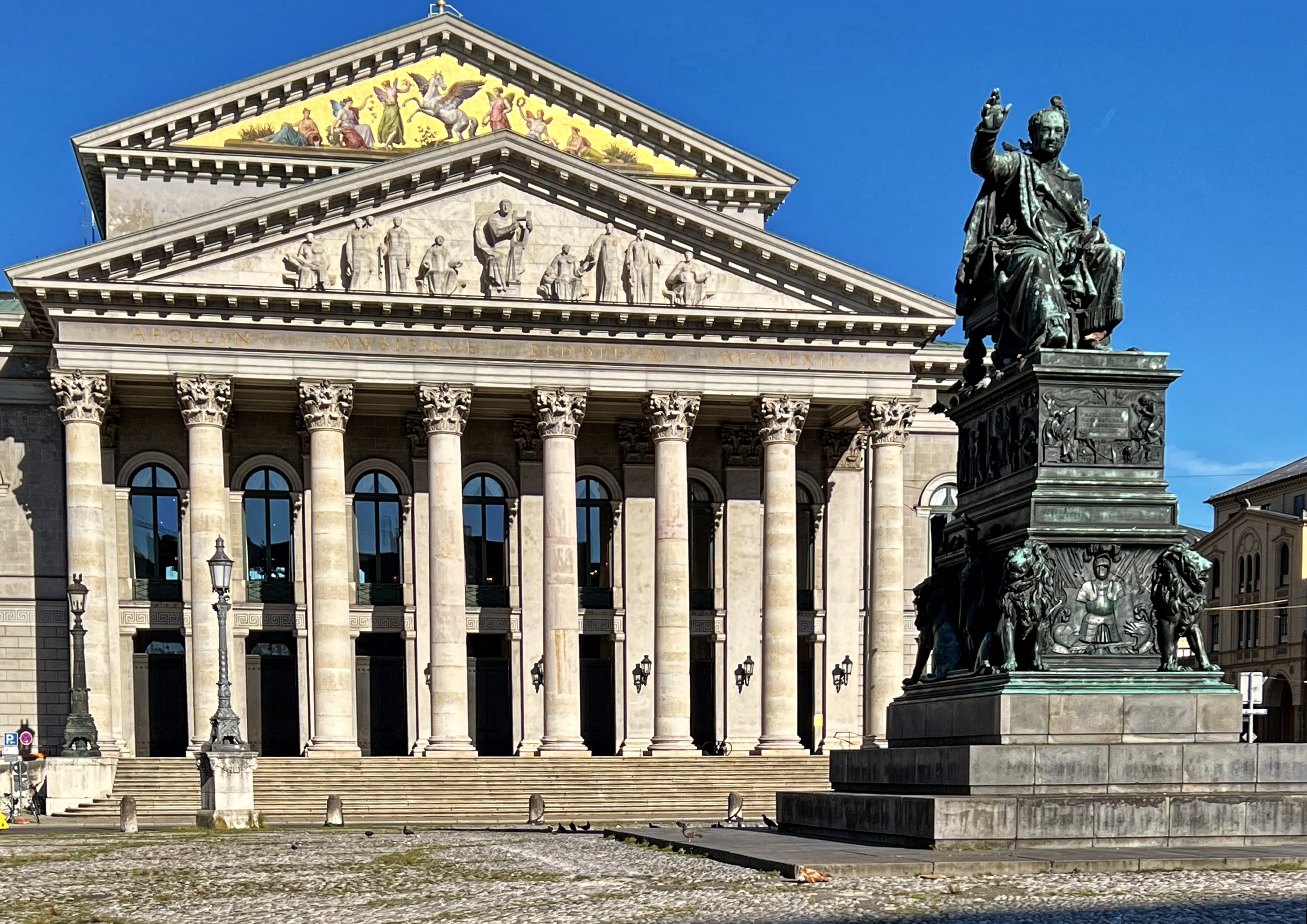
Max-Joseph-Denkmal 2022

## Sonstiges
- Max Joseph selbst wollte nicht „auf dem Kackstuhle“ sitzend dargestellt werden.[9]
- Die Kopien der Felicitas publica stehen im Stibadium Glienicke und auf der Vinckesäule Duisburg.[10]
- Aus den Resten des Gipsmodells des Max-Joseph-Denkmals schuf Erich Lindenberg 1996 eine Kunstinstallation in der Alten Münze München.[11]